# Rumex microcarpus
Rumex microcarpus är en slideväxtart som beskrevs av Francisco Campderá. Rumex microcarpus ingår i släktet skräppor, och familjen slideväxter. Inga underarter finns listade i Catalogue of Life.